# Albert Ludwig von Haza-Radlitz

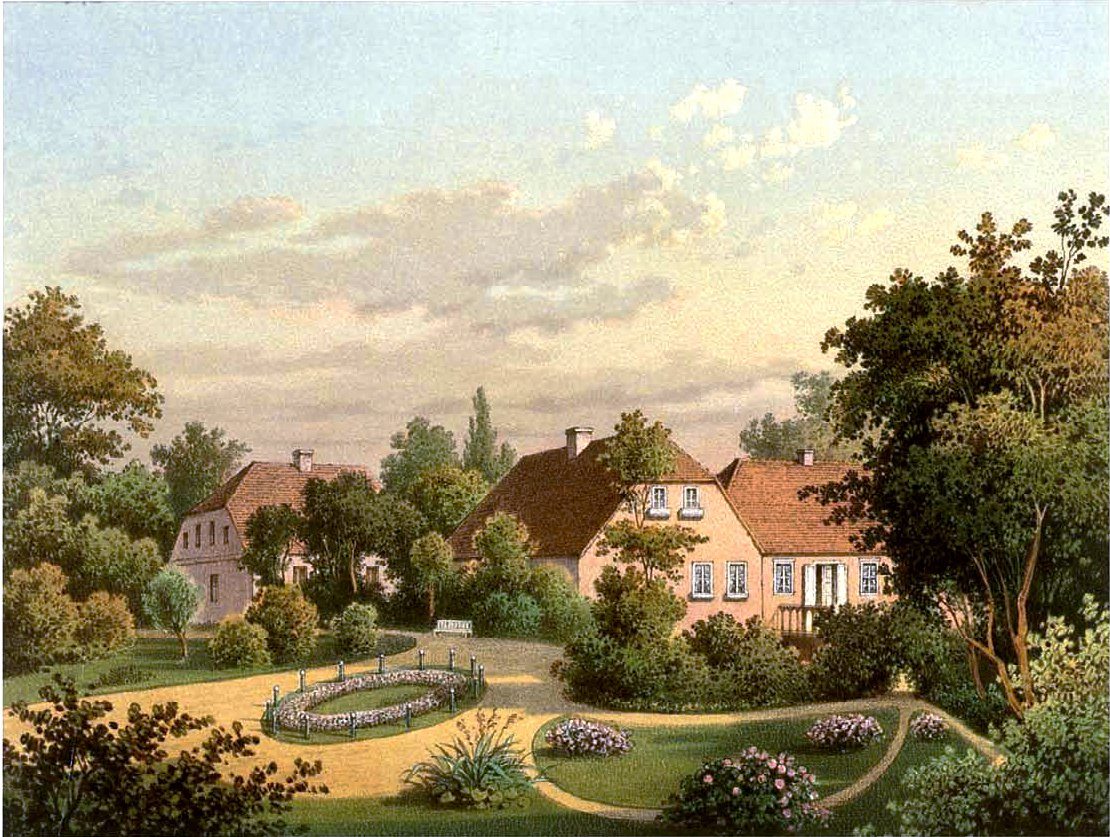
Geburtsort, Rittergut Lewitz um 1860, Sammlung Alexander Duncker

Albert Ludwig von Haza-Radlitz (* 16. April 1798 in Lewitz bei Meseritz, Südpreußen; † 21. April 1872 ebenda; polnisch: Wojciech Haza z Radlic) war ein Rittergutsbesitzer und Reichstagsabgeordneter.

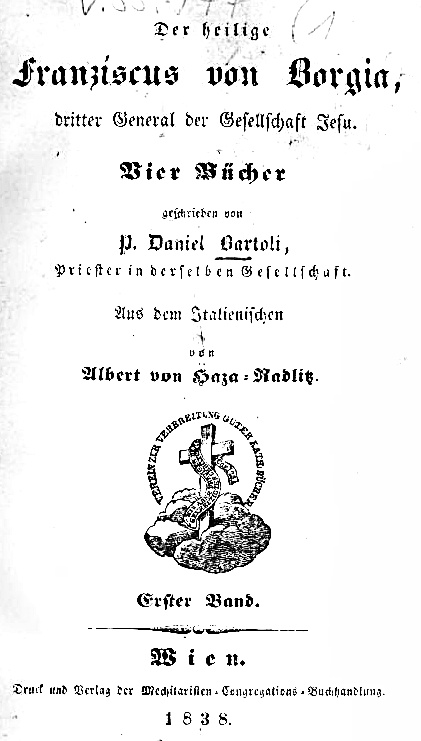
Titelblatt (1838) eines von Haza-Radlitz übersetzten Buches über den Hl. Franz Borgia

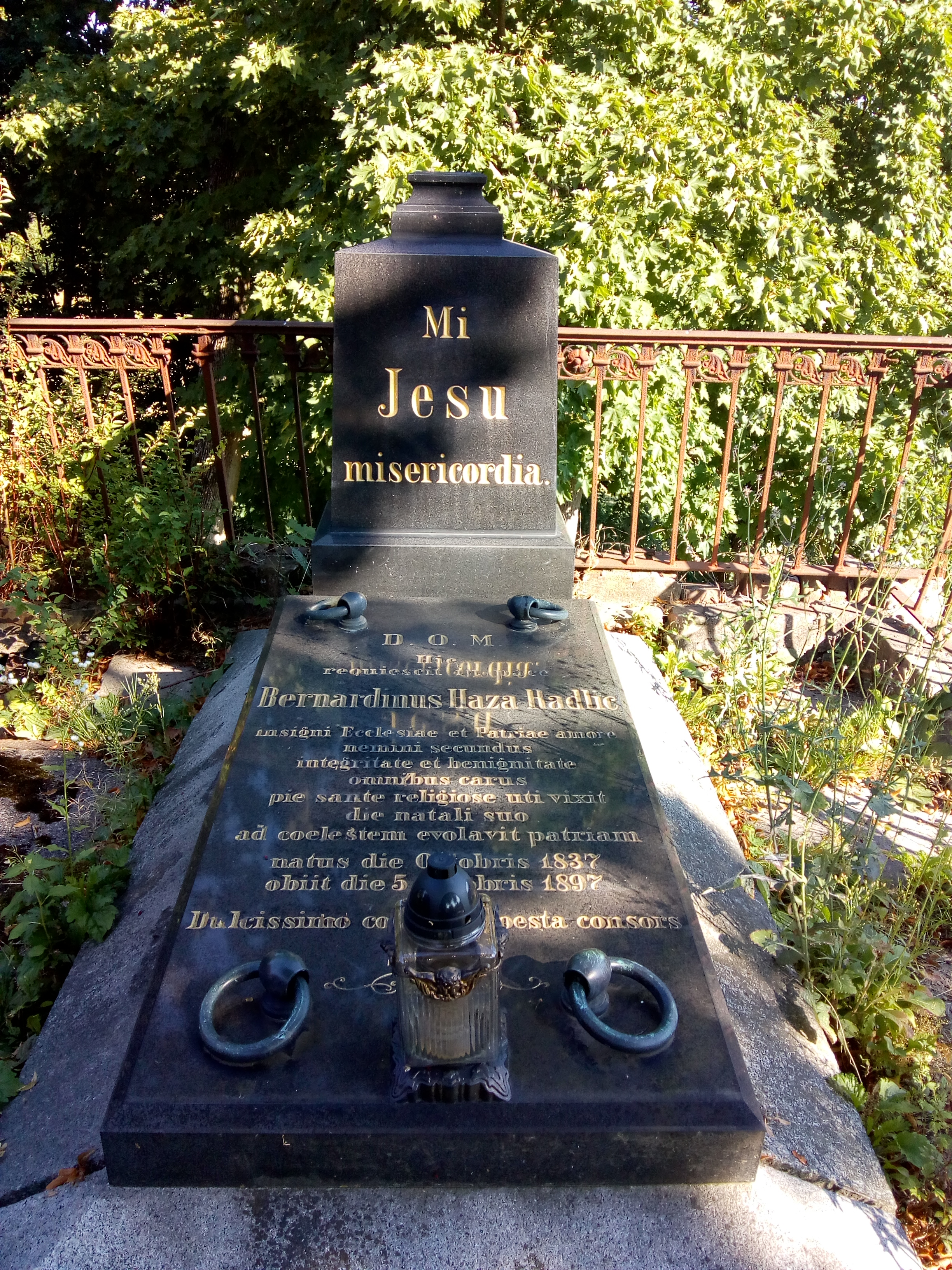
Grabmal für Haza-Radlitz in Lewitz, 2020

## Biografie
Er war als Sohn protestantischer Eltern geboren und verlor schon früh den Vater. Seine Mutter ging 1817 eine zweite Ehe mit dem Schriftsteller und Philosophen Adam Heinrich Müller ein, der 1805 katholisch geworden war.
Albert Ludwig von Haza-Radlitz besuchte die Schule in Dresden und Berlin und trat 1815 freiwillig als Jäger in preußische Kriegsdienste. Nach der Rückkehr aus dem Feldzug als Seconde-Lieutenant studierte er ab 1816 in Leipzig und ab 1819 in Berlin. 1820 wurde er Auskultator am königlichen Kammergericht Berlin und 1821 am Oberlandesgericht in Naumburg.
Sein Stiefvater vermittelte ihm 1825 eine Stelle als Kabinettssekretär des Herzogs Ferdinand Friedrich von Anhalt-Köthen. Dieser trat unter dem Einfluss Adam Heinrich Müllers im gleichen Jahr, zur katholischen Kirche über. Kurz vor ihm  konvertierte, am 5. Juli 1825, in Paris, auch Müllers Stiefsohn Albert Ludwig von Haza-Radlitz. Die Konversion erfolgte in Anwesenheit des Schweizer Staatsrechtlers Karl Ludwig von Haller. Seit 1826 amtierte Haza-Radlitz als herzoglich Anhaltischer Kammerherr. 1829 wurde er Ritter des päpstlichen Ordens vom Goldenen Sporn. Um 1840 übersetzte er mehrere religiöse Bücher vom Italienischen ins Deutsche.
Später lebte er als Rittergutsbesitzer und Landschaftsrat in Lewitz bei Birnbaum. 1871 zog er als Abgeordneter für die Polnische Fraktion und den Wahlkreis Marienwerder 6 (Konitz–Tuchel) in den Deutschen Reichstag ein. Dieses Mandat legte er aus gesundheitlichen Gründen am 23. Oktober 1871 nieder.
Sein ältester Sohn Paul von Haza-Radlitz (* 1830 in Köthen) wurde Jesuit und wirkte als Seelsorger an der St. Francis Borgia Kirche in Washington (Missouri).